# T24機関銃
T24機関銃（T24きかんじゅう、T24 machine gun）は、アメリカ合衆国で試作された機関銃である。第二次世界大戦中にナチス・ドイツで開発されたMG42機関銃をリバースエンジニアリングによりコピーしたもので、歩兵分隊におけるブローニングM1918自動小銃およびブローニングM1919A4機関銃を共に置き換えることができるとされた。アメリカ軍の標準小銃弾である.30-06スプリングフィールド弾を使用する。試験中、正式には.30口径軽機関銃T24（Light Machine Gun, Cal. .30, T24）と呼ばれた。

## 背景
第二次世界大戦のドイツの銃器設計者らは、より製造の効率に優れた銃を作り上げていくという設計哲学を共有していた。MG42機関銃はその代表例の1つである。
当初、アメリカ兵らはプレス成形を多用したMG42を嘲笑していたものの、やがてこのような銃器が非常に容易かつ安価に製造しうることが明らかになった。1943年2月までに、武器省関係者は、鹵獲された銃の試験を経て、MG42に関する最初の報告書を作成した。交換が容易な銃身と弾帯給弾の構造が、特に優れた設計と見なされた。先進的な設計であり、また当時使われていた軽/中機関銃よりも製造の効率が高かったため、アメリカ陸軍はこの機関銃を製造しようと試み、その結果いくつかのMG42を.30-06スプリングフィールド弾仕様に改造することが決定した。元々のMG42は、ドイツの標準小銃弾7.92x57mmモーゼル弾を使用し、1,200 - 1,500発/分という非常に高い発射速度を誇った。

## 開発
ゼネラルモーターズ社サギノー・ステアリング・ギア部（Saginaw Steering Gear Division）は、T24と命名された改造MG42の試作銃を2丁製造する契約を結んだ。これらはM2三脚に取り付けることも可能とされた。試作銃は7.92x57mm弾仕様のMG42のほぼ完全なコピーだが、何点かの変更も加えられていた。例えば、銃身は.30-06弾の射撃を想定したものにされ、アメリカ軍の運用に適した発射速度を実現するため、ボルトの重量は47 oz (1,332 g)まで増してあった。MG42は、ボルトとリコイルスプリングを交換することで、発射速度を変更することが可能である。重いボルトと強力なスプリングを組み込めば、発射速度を低下させることができる。サギノー・ステアリング・ギア部に引き渡されてリバースエンジニアリングの対象となったMG42には、非常に軽量な17.8 oz (505 g)のボルトが組み込まれていた。.30-06弾の薬莢は7.92x57mm弾よりも6.35 mm (0.25 in)長いが、試作銃ではこれを考慮した寸法の変更が十分に行われなかった。なお、完成を早めるために、サギノー・ステアリング・ギア部と当局の契約は1943年12月に終了し、以後試作銃と部品はスプリングフィールド造兵廠に引き渡された。
図面は1943年6月に完成し、1943年10月1日にアバディーン性能試験場にて最初の射撃テストが行われることとなったものの、深刻な動作不良が発生した。1944年1月から2月にかけて、少なくとも試験を再開できる状態にするために、様々な部品の交換や変更が加えられた。しかし、そうした試みも全て不調に終わった。100発分の射撃は2、3発ずつのバースト射撃でしか行えず、陸軍が基準として求める10,000発分の射撃試験が可能な程度に改善するように求められた。結局、51回の故障と合計1,583発の射撃の後、この銃はさらなる開発が必要であるとして、射撃中止が命じられた。
調査の結果、薬莢長の差に基づく寸法調整が不十分だと明らかになった。T24はレシーバーが長すぎたほか、ボルト側面のラグの位置も悪く、反動で十分後退させることが困難だった。それらの欠陥が重なった結果として、レシーバーヨークとカートリッジガイドプレートが1/4インチほど干渉し、動作不良を引き起こしていた。これらの重大な欠陥を修正するには、大規模な再設計が必要であると結論付けられた。また、軍部が新型機関銃に求めた要件（セレクティブファイア機能、300-350発/分程度の発射速度、22ポンド以下の重量など）からも大きく逸脱していたため、T24の開発は放棄された。